# Distretto di Sawang Arom
Il distretto di Sawang Arom (in thailandese: สว่างอารมณ์) è un distretto (amphoe) della Thailandia, situato nella provincia di Uthai Thani.